# Saathain
Saathain est un district de la municipalité de Röderland dans le district d'Elbe-Elster, dans le sud du Brandebourg. Il est situé sur le côté droit de l'embouchure du Grand Röder dans le Schwarze Elster, à la frontière sud du parc naturel de la lande Niederlausitzer . 
La première mention écrite du village est attestée en l'an 1140 dans un contrat de Mgr Udo von Naumburg avec le margrave Konrad de Meissen. En raison de l'installation de plusieurs familles de marionnettistes au XIXe siècle, Saathain es le berceau du Wandermarionettentheater saxon. Le 26 octobre 2003, Saathain forme avec les villages environnants Haida, Prösen, Reichenhain, Stolzenhain, Wainsdorf et Würdenhain la municipalité de Röderland. L'ancien Saathainer Rittergut est avec de nombreux concerts et expositions l'un des centres culturels de la commune et du district d'Elbe-Elster. Le domaine comprend un jardin de roses avec environ 5 000 rosiers, une église Gutskirche datant de 1629 et un café d'été construit sur les fondations du château Saathainer de 1945.